# Championnat d'Espagne de football 1948-1949
Navigation
Primera División 1947-48 Primera División 1949-50
Le championnat d'Espagne de football 1948-1949 est la 18e édition du championnat. La compétition est remportée par le tenant du titre, le CF Barcelone. Organisé par la Fédération espagnole de football, le championnat se dispute du 12 septembre 1948 au 17 avril 1949.
Le club barcelonais l'emporte avec deux points d'avance sur Valence CF et trois sur le Real Madrid. C'est le quatrième titre des « Blaugranas » en championnat.
Le système de promotion/relégation ne change pas : descente et montée automatique, sans matchs de barrage pour les deux derniers de première division et les deux premiers de deuxième division. En fin de saison, le CD Alcoyano et le CE Sabadell sont relégués en deuxième division. Ils sont remplacés la saison suivante par la Real Sociedad et le CD Málaga.
L'attaquant espagnol César Rodríguez, du CF Barcelone, termine meilleur buteur du championnat avec 28 réalisations.

## Règlement de la compétition
Le championnat de Primera División est organisé par la Fédération espagnole de football, il se déroule du 12 septembre 1948 au 17 avril 1949.
Il se dispute en une poule unique de 14 équipes qui s'affrontent à deux reprises, une fois à domicile et une fois à l'extérieur. L'ordre des matchs est déterminé par un tirage au sort avant le début de la compétition.
Le classement final est établi en fonction des points gagnés par chaque équipe lors de chaque rencontre : deux points pour une victoire, un pour un match nul et aucun en cas de défaite. En cas d'égalité de points entre deux ou plusieurs de clubs en fin de championnat, le classement se fait à la différence de buts. L'équipe possédant le plus de points à la fin de la compétition est proclamée championne. En fin de saison, les deux derniers du championnat sont relégués en Segunda División et remplacés par les deux premiers de ce championnat.

## Équipes participantes
Cette saison de championnat se déroule à 14 équipes. Le Real Valladolid fait ses débuts en Primera División.
| \| A. Bilbao Séville CF Real Oviedo Atlético Madrid Real Madrid CF Barcelone Espanyol Valence CF Celta Vigo CD Alcoyano CE Sabadell Gimnàstic Tarragona D. La Corogne Real Valladolid \| Localisation des clubs engagés dans le championnat. |
| A. Bilbao Séville CF Real Oviedo Atlético Madrid Real Madrid CF Barcelone Espanyol Valence CF Celta Vigo CD Alcoyano CE Sabadell Gimnàstic Tarragona D. La Corogne Real Valladolid                                                           |

| Clubs                  | Ville      | Stade               |
| ---------------------- | ---------- | ------------------- |
| CD Alcoyano            | Alcoy      | El Collao           |
| Atlético Bilbao        | Bilbao     | San Mamés           |
| Atlético de Madrid     | Madrid     | Metropolitano       |
| CF Barcelone           | Barcelone  | Las Corts           |
| Celta Vigo             | Vigo       | Balaidos            |
| Deportivo La Corogne   | La Corogne | Riazor              |
| Espanyol Barcelone     | Barcelone  | Sarriá              |
| Gimnàstic de Tarragone | Tarragone  | Avenida de Cataluña |
| Real Oviedo            | Oviedo     | Buenavista          |
| Real Madrid            | Madrid     | Chamartín           |
| CE Sabadell            | Sabadell   | Cruz Alta           |
| Séville CF             | Séville    | Nervión             |
| Valence CF             | Valence    | Mestalla            |
| Real Valladolid        | Valladolid | José Zorrilla (es)  |

## Classement
| Rang | Équipe                 | Pts | J  | G  | N | P  | Bp | Bc | Diff |
| ---- | ---------------------- | --- | -- | -- | - | -- | -- | -- | ---- |
| 1    | CF Barcelone T         | 37  | 26 | 16 | 5 | 5  | 66 | 36 | +30  |
| 2    | Valence CF C           | 35  | 26 | 16 | 3 | 7  | 78 | 47 | +31  |
| 3    | Real Madrid            | 34  | 26 | 15 | 4 | 7  | 67 | 42 | +25  |
| 4    | Atlético de Madrid     | 34  | 26 | 15 | 4 | 7  | 54 | 32 | +22  |
| 5    | Real Oviedo            | 30  | 26 | 13 | 4 | 9  | 50 | 43 | +7   |
| 6    | Atlético Bilbao        | 24  | 26 | 11 | 2 | 13 | 61 | 63 | -2   |
| 7    | Espanyol Barcelone     | 24  | 26 | 10 | 4 | 12 | 51 | 46 | +5   |
| 8    | Séville FC             | 23  | 26 | 11 | 1 | 14 | 35 | 40 | -5   |
| 9    | Gimnàstic de Tarragone | 23  | 26 | 10 | 3 | 13 | 59 | 72 | -13  |
| 10   | Deportivo La Corogne P | 22  | 26 | 9  | 4 | 13 | 56 | 60 | -4   |
| 11   | Celta Vigo             | 22  | 26 | 9  | 4 | 13 | 51 | 64 | -13  |
| 12   | Real ValladolidP       | 22  | 26 | 10 | 2 | 14 | 38 | 59 | -21  |
| 13   | CD Alcoyano            | 21  | 26 | 8  | 5 | 13 | 30 | 54 | -24  |
| 14   | CE Sabadell            | 13  | 26 | 5  | 3 | 18 | 43 | 81 | -38  |

- Champion et qualification pour la Coupe Latine 1949
- Relégation

## Bilan de la saison
| Championnat d'Espagne de football 1948-1949 |                         |
| Champion                                    | CF Barcelone (4e titre) |
| Dauphin                                     | Valence CF              |
| Coupes et trophées                          |                         |
| Vainqueur de la Coupe d'Espagne 1948-1949   | Valence CF              |
| Vainqueur Coupe Eva Duarte                  | CF Barcelone            |
| Promotions et relégations                   |                         |
| Promus en Primera División                  | Real Sociedad           |
| Promus en Primera División                  | CD Málaga               |
| Relégués en Segunda División                | CD Alcoyano             |
| Relégués en Segunda División                | CE Sabadell             |